# آدم ميلر (كاتب)
آدم إس. ميلر (بالإنجليزية: Adam S. Miller) هو كاتب أمريكي في النقد الديني وتفسير اللاهوت، يركّز في أعماله على اللاهوت المورموني المعاصر من منظور غير رسمي. يعمل أستاذًا للفلسفة في كلية كولين بمدينة ماكيني، تكساس، حيث يشغل أيضًا منصب مدير برنامج الشرف في الكلية.

## الفكر والكتابة
يقدّم ميلر قراءات معاصرة وجديدة لمفاهيم لاهوتية مركزية ضمن تعاليم كنيسة يسوع المسيح لقديسي الأيام الأخيرة، مثل:
- كفارة المسيح وما تحمله من أبعاد وجودية ويومية.[2]
- العلاقة بين الإيمان والبحث الأكاديمي.
- طبيعة الشهادة الدينية في الإطار المورموني.

تُعرف كتاباته بأسلوبها الفلسفي المعمّق ولغتها الواضحة، وقد أثارت نقاشات واسعة داخل الدوائر الفكرية التابعة للكنيسة وخارجها، لا سيما بين من يهتمون بدمج الفكر الديني التقليدي بالفلسفة الغربية المعاصرة.

## مساهمات مؤسسية
شارك ميلر في تأسيس Salt Press، وهي دار نشر مستقلة مختصة بدراسات المورمونية، وقد تم لاحقًا بيعها إلى معهد ماكسويل التابع لجامعة بريغهام يونغ.
كما أسّس وأدار ندوة اللاهوت المورموني (Mormon Theology Seminar)، وهي فعالية أكاديمية سنوية تهدف إلى تشجيع الحوار المعمّق بين الباحثين في الفكر الديني والنصوص المقدسة ضمن التقاليد المورمونية.